# Gueorgui Merkoulov
Pour les articles homonymes, voir Merkoulov.
Gueorgui Guennadievitch Merkoulov - en russe : Георгий Геннадьевич Меркулов et en anglais : Georgii Merkulov - (né le 22 juillet 2000 à Riazan en Russie) est un joueur professionnel russe de hockey sur glace. Il évolue au poste d'attaquant.

## Biographie
Formé au HK CSKA Moscou, il débute en junior avec le Kapitan Stoupino dans la MHL en 2017. En 2019-2020, il joue ses premiers matchs en senior avec le HK Tambov
dans la Ligue majeure de hockey puis part en Amérique du Nord jouer en junior chez les Phantoms de Youngstown dans la 
USHL. En 2021-2022, il poursuit un cursus universitaire à l'Université d'État de l'Ohio. Il s'aligne alors avec les Buckeyes d'Ohio State dans le championnat NCAA. Le
9 avril 2022, il signe un contrat de trois ans avec les Bruins de Boston. Il passe professionnel en 2022 avec les Bruins de Providence, club-école des Bruins dans la Ligue américaine de hockey. Le 30 décembre 2023, il joue son premier match dans la Ligue nationale de hockey avec les Bruins face aux Devils du New Jersey.

## Trophées et honneurs personnels
- Big Ten Conference
  - 2022: nommé dans l'équipe des recrues.
  - 2022 : nommé dans la première équipe des étoiles.
- LAH
  - 2023 : nommé dans l'équipe des recrues.
  - 2024 : participe au match des étoiles.

## Statistiques

### En club
| Saison    | Équipe                 | Ligue |    | Saison régulière | Saison régulière | Saison régulière | Saison régulière | Saison régulière |   | Séries éliminatoires | Séries éliminatoires | Séries éliminatoires | Séries éliminatoires | Séries éliminatoires |
| Saison    | Équipe                 | Ligue | PJ | B                | A                | Pts              | Pun              | PJ               | B | A                    | Pts                  | Pun                  |                      |                      |
| 2017-2018 | Kapitan Stoupino       | MHL   | 34 | 4                | 9                | 13               | 18               | -                | - | -                    | -                    | -                    |                      |                      |
| 2018-2019 | Kapitan Stoupino       | MHL   | 64 | 22               | 24               | 46               | 18               | -                | - | -                    | -                    | -                    |                      |                      |
| 2019-2020 | Kapitan Stoupino       | MHL   | 10 | 1                | 1                | 2                | 6                | -                | - | -                    | -                    | -                    |                      |                      |
| 2019-2020 | HK Tambov              | VHL   | 6  | 0                | 0                | 0                | 0                | -                | - | -                    | -                    | -                    |                      |                      |
| 2019-2020 | Phantoms de Youngstown | USHL  | 36 | 6                | 27               | 33               | 4                | -                | - | -                    | -                    | -                    |                      |                      |
| 2020-2021 | Phantoms de Youngstown | USHL  | 38 | 14               | 26               | 40               | 14               | -                | - | -                    | -                    | -                    |                      |                      |
| 2021-2022 | Buckeyes d'Ohio State  | B1G   | 36 | 20               | 14               | 34               | 10               | -                | - | -                    | -                    | -                    |                      |                      |
| 2021-2022 | Bruins de Providence   | LAH   | 8  | 1                | 4                | 5                | 8                | 1                | 0 | 0                    | 0                    | 0                    |                      |                      |
| 2022-2023 | Bruins de Providence   | LAH   | 67 | 24               | 31               | 55               | 26               | 4                | 0 | 1                    | 1                    | 0                    |                      |                      |
| 2023-2024 | Bruins de Providence   | LNH   | 67 | 30               | 35               | 65               | 20               | 4                | 0 | 3                    | 3                    | 2                    |                      |                      |
| 2023-2024 | Bruins de Boston       | LNH   | 4  | 0                | 0                | 0                | 0                | -                | - | -                    | -                    | -                    |                      |                      |
| 2024-2025 | Bruins de Providence   | LNH   | 59 | 15               | 39               | 54               | 16               | -                | - | -                    | -                    | -                    |                      |                      |
| 2024-2025 | Bruins de Boston       | LNH   | 6  | 0                | 1                | 1                | 2                | -                | - | -                    | -                    | -                    |                      |                      |